# Johannes Wieczorek
Johannes Wieczorek (* 1963 oder 1964) ist ein deutscher politischer Beamter (CDU). Von Juni 2024 bis Mai 2025 war er Staatssekretär für Mobilität und Verkehr in der Berliner Senatsverwaltung für Mobilität, Verkehr, Klimaschutz und Umwelt.

## Leben
Wieczorek schloss sein Studium an der Rheinischen Friedrich-Wilhelms-Universität Bonn als Diplom-Geograph ab. Seit 1983 ist er Mitglied der katholischen Studentenverbindung KDStV Ripuaria Bonn im CV. Im Anschluss absolvierte er seinen Grundwehrdienst. Von 1991 bis 1993 war er als wissenschaftlicher Mitarbeiter der Akademie der Wissenschaften und der Literatur tätig. Von 1993 bis 1996 war er Referent für Landesentwicklung im Sächsischen Staatsministerium für Umwelt und Landesentwicklung. Von 1996 bis 1998 war er persönlicher Referent der Bundesminister Klaus Töpfer und Eduard Oswald im Bundesministerium für Raumordnung, Bauwesen und Städtebau. Anschließend war er von 1998 bis 2002 Referent in der Grundsatzabteilung des Bundesministeriums für Verkehr, Bau- und Wohnungswesen. 2002 wechselte er an die Deutsche Botschaft Washington, wo er bis 2006 das Verkehrsreferat leitete. Von 2006 bis 2009 war er Leiter des Referates Güterverkehr und Logistik im Bundesministerium für Verkehr, Bau und Stadtentwicklung. Ab 2009 war er für die CDU/CSU-Fraktion im Deutschen Bundestag tätig. Zunächst verantwortete er bis 2011 die AG Verkehr, Bau und Stadtentwicklung der Fraktion. Von 2011 bis 2015 war er schließlich Leiter der Büros der Ersten Parlamentarischen Geschäftsführer Peter Altmaier (bis 2012) und Michael Grosse-Brömer (2012 bis 2015). Anschließend nahm er bis 2024 erneut verschiedene Funktionen im Bundesverkehrsministerium in Berlin wahr, zuletzt als Unterabteilungsleiter für Klimaschutz im Rang eines Ministerialdirigenten.
Am 5. Juni 2024 wurde Wieczorek als Nachfolger von Claudia Stutz zum Staatssekretär für Mobilität und Verkehr in der Berliner Senatsverwaltung für Mobilität, Verkehr, Klimaschutz und Umwelt ernannt.
Am 1. Juni 2025 wurde Wieczorek Leiter der Grundsatzabteilung im Bundesministerium für Verkehr.
Wieczorek ist römisch-katholisch, verheiratet und Vater zweier Kinder.